# Babatan Ilir
Babatan Ilir is een bestuurslaag in het regentschap Bengkulu Selatan van de provincie Bengkulu, Indonesië. Babatan Ilir telt 503 inwoners (volkstelling 2010).